# Sabir Bougrine
Sabir Bougrine (en arabe : صابر بوغرين), né le 10 juillet 1996 à Malines en Belgique, est un footballeur international belgo-marocain évoluant au poste de milieu offensif au Raja Club Athletic.

## Biographie
Sabir Bougrine naît le 10 juillet 1996 en Belgique néerlandophone dans la province de Malines. Il grandit au sein d'une famille marocaine.

### Carrière en club
Sabir Bougrine est formé dans l'académie de jeunes JMG de Lier entraîné par Jean-Marc Guillou à Tongerlo. Il fait ses débuts professionnels avec le K Lierse SK le 24 mai 2015 lors d'un match contre Lommel SK. Il dispute trois autres saisons avec le K Lierse SK en deuxième division belge, disputant au total 83 matchs pour trois buts. Après que le club ait fait faillite, il s'engage librement au Paris FC en Ligue 2 BKT. À la suite du manque de temps de jeu, il quitte le club après seulement une saison, et s'engage librement au F91 Dudelange.
Le 18 juillet 2019, il signe un contrat de deux ans au FK Neftchi Bakou. Le 3 août 2021, il marque un but à la 59e minute face au HJK Helsinki en Ligue Europa (match nul, 2-2).
Le 15 juillet 2023 au Complexe sportif Moulay-Abdallah, le Raja dispute la finale de la Coupe du trône face à la RS Berkane, qui remporte ce match en prolongations après l'expulsion précoce de Marouane Hadhoudi et un pénalty annulé par la VAR (1-0),.
La saison 2023-2024 voit le Raja réaliser un exploit historique en remportant le doublé coupe-championnat sans aucune défaite. Les Verts ont pourchassé l'AS FAR depuis le début de la saison jusqu'à la 29e journée quand Adam Ennafati marque le coup franc décisif à la dernière minute contre le Wydad et les propulse à la tête du classement. Le 14 juin 2024, le club s'assure le titre en s'imposant face au Mouloudia d'Oujda (0-3) et bat également le record des points avec 72 unités. Le 1er juillet, le Raja enchaîne avec une quatorzième victoire de suite en battant l'AS FAR encore une fois en finale de la Coupe du trône pour s'assurer le troisième doublé de son histoire.    

### Carrière internationale
En 2014, Sabir Bougrine reçoit deux sélections avec l'équipe de Belgique des moins de 19 ans.
Deux ans plus tard, il est convoqué avec l'équipe du Maroc olympique entraînée par Mark Wotte.
Le 23 juillet 2025, il est annoncé parmi la liste des joueurs convoqués par Tarik Sektioui qui vont disputer le Championnat d'Afrique des nations 2024, prévu du 2 au 30 août 2025.

## Statistiques

### En sélection A'
| 0Sélections | Date         | Lieu                            | Adversaire  | Résultats | Minutes | Buts | Passes | Compétitions |
| ----------- | ------------ | ------------------------------- | ----------- | --------- | ------- | ---- | ------ | ------------ |
| 1           | 10 août 2025 | Nyayo National Stadium, Nairobi | Kenya A'    | 0-1       | 45 min  | 0    | 0      | CHAN 2024    |
| 2           | 14 août 2025 | Nyayo National Stadium, Nairobi | Zambie A'   | 3-1       | 5 min   | 1    | 0      | CHAN 2024    |
| 3           | 17 août 2025 | Nyayo National Stadium, Nairobi | RD Congo A' | 3-1       | 76 min  | 0    | 0      | CHAN 2024    |

## Palmarès

### En club
Neftchi Bakou
- Championnat d'Azerbaïdjan (1) :
  - Champion : 2020-2021.

 Espérance de Tunis
- Championnat de Tunisie (1) :
  - Champion en 2021-2022

 Raja CA
- Championnat du Maroc (1) :
  - Champion en 2023-2024
- Coupe du Maroc (1)
  - Vainqueur en 2024